# デメトリオ・アルベルティーニ
デメトリオ・アルベルティーニ（Demetrio Albertini, 1971年8月23日-）はイタリア・ロンバルディア州出身の元同国代表サッカー選手。ポジションはMF（レジスタ）。
アルベルティーニはあのオランダトリオがいるA.Cミランでレギュラーで試合に出続け、若きベテランと記者から呼ばれていた。ミランでも代表でも守備的MFの色が濃くドナドーニがゲームを作りアルベルティーニは攻守のバランスを取っていた。1990年代のACミランとイタリア代表のレギュラーを務め、セリエA制覇と2度のUEFAチャンピオンズリーグなど、多くのタイトルを獲得した。また、キャリア終盤にはスペインのFCバルセロナに移籍し、最終シーズンにはリーガ・エスパニョーラを制覇した。
イタリア代表では、FIFAワールドカップとUEFA欧州選手権にそれぞれ2度出場し、共に1度決勝に進出した。2005年12月引退し、2006年7月にイタリアサッカー連盟（FIGC）副会長に就任した。

## クラブ経歴

### ACミラン

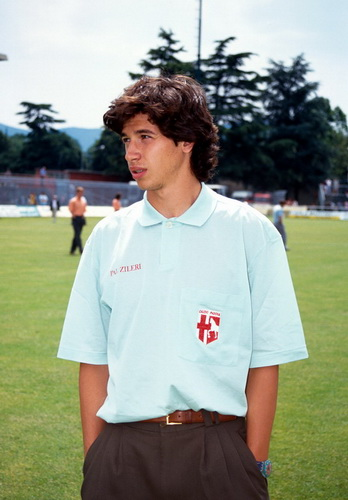
パドヴァでプレーするアルベルティーニ

モンツァ・エ・ブリアンツァ県のベザーナ・イン・ブリアンツァで生まれ、10歳でイタリアのACミランの入団テストに合格。1989年1月15日のホームのコモ戦で、わずか17歳でセリエAデビューを果たした。しかしその後は出場機会に恵まれず、1990年からセリエBのパドヴァにレンタルで移籍した。パドヴァでは28試合に出場して5得点を挙げ、最も有望な若手イタリア人選手に送られるディアドラ賞を獲得した。その活躍が認められて翌シーズンにミランに復帰すると、9月1日開幕戦、アスコリ戦で初先発、10月6日6節アタランタ戦でセリエA初ゴールを決めるなど、すぐに中盤のレギュラーの地位を確立した。1993-94シーズン、チャンピオンズリーグ準決勝のASモナコ戦ではゴールを決め、決勝進出に貢献、決勝のFCバルセロナ戦でも先発フル出場し、マルセル・デサイーのゴールをアシストし優勝に貢献した。

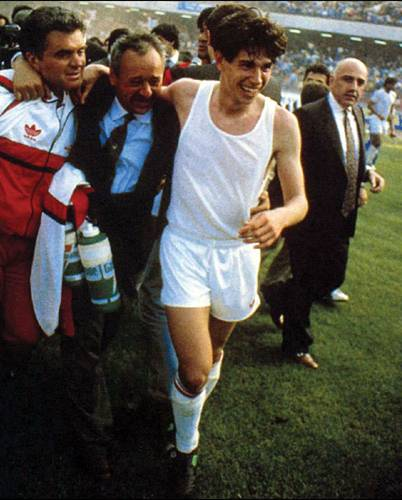
1991-92シーズンのセリエA優勝を喜ぶアルベルティーニ

アルベルティーニはミランで、1992年からの3連覇を含むセリエAを5度、公式戦出場406試合（セリエA293試合、コッパ・イタリア46試合、ヨーロッパ・カップ戦67試合）28得点（セリエA21得点、コパ・イタリア2得点、UEFAチャンピオンズリーグ5得点）の記録を残し、イタリア・スーパーカップを3度、UEFAチャンピオンズリーグとUEFAスーパーカップをそれぞれ1度ずつ獲得している。ミランでの406試合出場は歴代8位の記録である。

### ミラン退団後
2002年からは、スペインの強豪アトレティコ・マドリードにレンタル移籍し、28試合に出場して2得点を挙げた。しかし1年後の2003年、レンタル元のミランとSSラツィオの間でジュゼッペ・パンカロとのトレードが成立しラツィオに移籍した。このシーズン、アルベルティーニは28試合に出場して2得点を挙げ、ラツィオのコッパ・イタリアでの優勝に貢献した。2004年からはアタランタBCに移籍し14試合に出場した後、2005年、元チームメイトのフランク・ライカールトが指揮するスペインの名門FCバルセロナに移籍 し、5試合に出場した後に引退した。
2006年3月15日にサンシーロで引退試合が開催され、フランコ・バレージ、ルート・フリット、マルコ・ファン・バステン、ジャン・ピエール・パパンロベルト・ドナドーニら、前半はミラン黄金期のOBチーム対ヨハン・クライフ監督時代のFCバルセロナが対戦(当時バルセロナの監督を務めていたフランク・ライカールト、後半は当時の現役プレーヤーたちが出場した。この試合で直接FKから得点を決めて有終の美を飾った。

## 代表経歴
代表では、サッカーイタリア代表として1991年12月21日にイタリアのフォッジャで行われたキプロス戦でデビューし、2-1で勝利を飾った。その後、2002年まで歴代8位の79試合に出場して3得点を挙げた他、6試合でキャプテンを務めた。1992年にはUEFA U-21欧州選手権1992とバルセロナオリンピックにそれぞれ出場し、U-21欧州選手権ではチームの優勝に貢献した。1994年と1998年のワールドカップ、1996年と2000年のUEFA欧州選手権に出場した。2002年のワールドカップにも出場する予定だったが、直前にイギリスのリーズで行われたイングランドとの親善試合で負傷したため、出場できなかった。

### 1994 FIFAワールドカップ
1994年、アルベルティーニは初のメジャー大会となる1994 FIFAワールドカップに出場した。彼はロベルト・ドナドーニやディノ・バッジョらと共に「エンジン・ルーム」と呼ばれる強固な中盤を形成し、グループリーグ第3戦のメキシコ戦ではマッサーロの決勝ゴールをアシストし、チームのグループリーグ敗退の危機を救った。また、準決勝のブルガリア戦では、ロベルト・バッジョの決勝ゴールをアシストし、チームを決勝に導いた。決勝のブラジル戦では、バランスのとれたプレーでブラジルを無得点に抑えたが、PK戦の末に敗れた。

### UEFA EURO '96
1996年に出場したUEFA EURO '96では、イタリア代表は準世界チャンピオンとしてドイツと共に本命視され、アルベルティーニは背番号10番を付けていた。しかし、初戦のロシア戦には勝利したものの、2戦目のチェコとの試合で敗れると、3戦目のドイツ戦で引き分けたため、グループリーグ敗退が決まった。アルベルティーニ自身も良いプレーができず、大会後のインタビューで、監督のアリーゴ・サッキは「このチームは今までで最高のチームだったが、アルベルティーニの復帰を急がせたことはミスだった」と話した。

### 1998 FIFAワールドカップ
1998年、アルベルティーニはチェーザレ・マルディーニの下、再びワールドカップに出場した。チームはベスト8まで進出し、準々決勝ではフランスと対戦したが、PK戦でアルベルティーニはPKを外し、チームは敗れた。その後、フランス代表は大会で優勝した。

### UEFA EURO 2000
2000年、アルベルティーニはディノ・ゾフの下で4度目のメジャー大会であるUEFA EURO 2000に出場した。アルベルティーニは中盤の明確なリーダーと位置付けられ、ルイジ・ディ・ビアジョの隣、ステファノ・フィオーレやフランチェスコ・トッティの後ろでプレーした。彼の攻撃のテンポのコントロールとチャンスの創出、イタリアの中盤を制御する上での創造的な役割は、イタリアにとってとても重要な役割だった。アルベルティーニはグループリーグのベルギー戦ではトッティの先制点を、準々決勝のルーマニア戦ではフィリッポ・インザーギの2得点目を それぞれアシストし、最終的には決勝でフランスに敗れて準優勝に終わった ものの、チームの中で「創造者」として高い評価を得て、大会選定のベストチームにも選ばれた。

## 引退後
2005年12月5日、アルベルティーニは現役引退を表明し、指導者としての道に進む意志があることを伝えた。2006年3月15日には、ACミランの選手とFCバルセロナの選手による引退試合が行われた。試合はアルベルティーニが直接フリーキックを決めたACミランが3-2で勝利した。試合後、アルベルティーニはファンから万雷の拍手を受けた。
2006年には、ベルガモのセルヴィーノに彼の名前からとったサッカーアカデミー「“スクオーラ・カルチョ・デメトリオ・アルベルティーニ」の創設にも携わった。ミラノとレッチェで開催された第1回のアカデミーには、1000以上の若い選手達が参加した。9月19日
2006年5月18日、イタリアサッカー界の相次ぐスキャンダルによる混乱を防ぐために、アルベルティーニはイタリアサッカー連盟の副会長に就任した。9月19日に、臨時会長のグイド・ロッシが辞任すると、アルベルティーニも辞任を発表した。その後彼は、会長に就任したジャンカルロ・アベーテによって再び副会長に任命され、2013年に再選された。
2016年、アルベルティーニは破産したパルマFCの経営面でのサポートを請け負い、2015-16シーズンにセリエBへの降格にとどまるようにするために、新たな受け皿となるスポンサーや選手の確保などの最善策を講じる考えを示していた が、6月22日午後2時の締め切り時刻までオファーがなく破産が確定し、パルマFCは消滅した。しかしその後もアルベルティーニはアドバイザーとして、パルマFCの後身であるSSDパルマ・カルチョ1913に留まり、クラブをサポートする意志を表明した。
また、アルベルティーニは、サッカー指導者の研究者でもあり、サッカー経営シミュレーションゲームのフランチャイズでもある。

## 個人成績
| シーズン       | 所属クラブ               | 所属リーグ             | リーグ戦 | リーグ戦 | カップ戦 | カップ戦 | ヨーロッパ戦 | ヨーロッパ戦 | その他 | その他 | 合計 | 合計 |
| シーズン       | 所属クラブ               | 所属リーグ             | 出場     | 得点     | 出場     | 得点     | 出場         | 得点         | 出場   | 得点   | 出場 | 得点 |
| -------------- | ------------------------ | ---------------------- | -------- | -------- | -------- | -------- | ------------ | ------------ | ------ | ------ | ---- | ---- |
| 1988–89        | ミラン                   | セリエA                | 1        | 0        | -        | -        | -            | -            | -      | -      | 1    | 0    |
| 1989-90        | ミラン                   | セリエA                | 1        | 0        | -        | -        | -            | -            | -      | -      | 1    | 0    |
| 1990-91        | ミラン                   | セリエA                | -        | -        | 2        | 0        | -            | -            | -      | -      | 2    | 0    |
| 1990-91        | パトヴァ                 | セリエB                | 28       | 5        | -        | -        | -            | -            | -      | -      | 28   | 5    |
| 1991-92        | ミラン                   | セリエA                | 28       | 3        | 5        | 0        | -            | -            | -      | -      | 33   | 3    |
| 1992-93        | ミラン                   | セリエA                | 29       | 2        | 6        | 0        | 7            | 1            | 1      | 0      | 43   | 3    |
| 1993-94        | ミラン                   | セリエA                | 26       | 3        | 0        | 0        | 13           | 1            | 2      | 0      | 41   | 4    |
| 1994-95        | ミラン                   | セリエA                | 30       | 2        | 4        | 0        | 11           | 0            | 2      | 0      | 47   | 2    |
| 1995-96        | ミラン                   | セリエA                | 30       | 0        | 3        | 0        | 5            | 0            | -      | -      | 38   | 0    |
| 1996-97        | ミラン                   | セリエA                | 29       | 8        | 2        | 0        | 5            | 1            | 1      | 0      | 37   | 9    |
| 1997-98        | ミラン                   | セリエA                | 28       | 0        | 9        | 2        | -            | -            | -      | -      | 37   | 2    |
| 1998-99        | ミラン                   | セリエA                | 29       | 2        | 3        | 0        | -            | -            | -      | -      | 32   | 2    |
| 1999-00        | ミラン                   | セリエA                | 26       | 1        | 1        | 0        | 5            | 0            | 1      | 0      | 33   | 1    |
| 2000-01        | ミラン                   | セリエA                | 12       | 0        | 2        | 0        | 11           | 2            | -      | -      | 25   | 2    |
| 2001-02        | ミラン                   | セリエA                | 24       | 0        | 4        | 0        | 8            | 0            | -      | -      | 36   | 0    |
| 2002-03        | アトレティコ・マドリード | リーガ・エスパニョーラ | 28       | 2        | 2        | 1        | -            | -            | -      | -      | 30   | 3    |
| 2003-04        | ラツィオ                 | セリエA                | 23       | 2        | 4        | 0        | 8            | 0            | -      | -      | 35   | 2    |
| 2004-05        | アタランタ               | セリエA                | 14       | 1        | 2        | 1        | -            | -            | -      | -      | 16   | 2    |
| 2004-05        | バルセロナ               | リーガ・エスパニョーラ | 5        | 0        | -        | -        | 1            | 0            | -      | -      | 6    | 0    |
| ミランでの通算 | ミランでの通算           | ミランでの通算         | 293      | 21       | 41       | 2        | 65           | 5            | 7      | 0      | 406  | 28   |
| キャリア通算   | キャリア通算             | キャリア通算           | 391      | 31       | 49       | 4        | 74           | 5            | 7      | 0      | 521  | 40   |

※ヨーロッパ戦は、UEFAチャンピオンズリーグ、UEFAカップ、UEFAスーパーカップを含む。

## 代表歴

### 出場大会
- イタリア代表
  - 1994 FIFAワールドカップ (準優勝)
  - UEFA EURO '96 (グループリーグ)
  - 1998 FIFAワールドカップ (ベスト8)
  - UEFA EURO 2000 (ベスト8)

### 試合数
- 国際Aマッチ 78試合 2得点（1991年-2002年）[26][27]

| イタリア代表 | 国際Aマッチ | 国際Aマッチ |
| 年           | 出場        | 得点        |
| ------------ | ----------- | ----------- |
| 1991         | 1           | 0           |
| 1992         | 4           | 0           |
| 1993         | 6           | 0           |
| 1994         | 14          | 0           |
| 1995         | 8           | 2           |
| 1996         | 7           | 0           |
| 1997         | 9           | 0           |
| 1998         | 9           | 0           |
| 1999         | 6           | 0           |
| 2000         | 11          | 0           |
| 2001         | 2           | 0           |
| 2002         | 1           | 0           |
| 通算         | 78          | 2           |

## タイトル

### クラブ
ACミラン
- セリエA(5) ：1991-92、1992-93、1993-94、1995-96、1998-99
- スーペルコッパ・イタリアーナ(3) ：1992、1993、1994
- UEFAチャンピオンズカップ/UEFAチャンピオンズリーグ(2) ：1989-90, 1993-94
- UEFAスーパーカップ(2) : 1989、1994
- インターコンチネンタルカップ(1) ：1989

SSラツィオ
- コッパ・イタリア(1) ：2003-2004

FCバルセロナ
- リーガ・エスパニョーラ(1) ：2004-05

### 代表
イタリア
- UEFA U-21欧州選手権(1) ：1992

### 個人
- UEFA EURO 2000 大会ベストチーム[28]
- ACミランの殿堂[3]